# Kembainaickenpalayam
Kembainaickenpalayam là một thị xã panchayat của quận Erode thuộc bang Tamil Nadu, Ấn Độ.

## Nhân khẩu
Theo điều tra dân số năm 2001 của Ấn Độ, Kembainaickenpalayam có dân số 10.305 người. Phái nam chiếm 51% tổng số dân và phái nữ chiếm 49%. Kembainaickenpalayam có tỷ lệ 46% biết đọc biết viết, thấp hơn tỷ lệ trung bình toàn quốc là 59,5%: tỷ lệ cho phái nam là 55%, và tỷ lệ cho phái nữ là 36%. Tại Kembainaickenpalayam, 9% dân số nhỏ hơn 6 tuổi.